# Backer

Backer (ook: Backer van Leuven, Bas Backer en: Huyghens Backer) is een Nederlands regentengeslacht waarvan leden sinds 1815 tot de Nederlandse adel behoren.

## Geschiedenis
De stamreeks begint met Cornelis Jorisz. die in 1537 een huis met haringpakkerij kocht te Amsterdam en in 1567 daar werd begraven. Twee van zijn achterkleinzonen zetelden in het bestuur van de stad en waren de stamvaders van verschillende takken.

### Adellijke takken
Bij KB van 16 september 1815 werd mr. Cornelis Backer (1766-1819), stadssecretaris van Amsterdam, verheven in de Nederlandse adel; zijn tak stierf in 1953 uit. In 1830 werden twee leden van het geslacht eveneens verheven in de Nederlandse adel; beiden hadden geen nageslacht.
Bij KB's van 7 december 1894 respectievelijk 16 juli 1895 werden twee neven uit de jongste tak, namelijk Jacob Backer (1820-1905) en Dirk Bas Backer (1816-1896) verheven in de Nederlandse adel. Hun takken leven nog voort, de laatste onder de geslachtsnaam Bas Backer.

### Patriciaatstakken
Willem Cornelis Backer (1702-1756), schepen van Amsterdam had twee zonen wier nageslacht niet in de Nederlandse adel is opgenomen maar wel in 1915 in het Nederland's Patriciaat. De eerste is Maarten Backer (1735-1814) wiens kleinzoon Hendrik Huyghens Backer (1815-1882) de stamvader werd van de tak Huyghens Backer. Zijn tweede zoon is mr. Willem Cornelis Backer (1739-1809) wiens zoon mr. Jan Elias Backer van Leuven (1771-1811) de stamvader van de tak Backer van Leuven werd.

### Backer-stichting
In zijn testament werd door jhr. mr. Cornelis Henrick Backer (1828-1908) de basis gelegd om de nog aanwezige familieportretten bijeen te houden en hij legde de administratie daarvoor bij zijn zoon jhr. Johan Ferdinand Backer (1856-1928). Uiteindelijk werd op 29 maart 1910 onder diens leiding de Backer-stichting opgericht met het doel de portretten van de leden van het geslacht bijeen te houden en eventueel in een openbare collectie onder te brengen. In 1954 werd de collectie in bruikleen gegeven van het Museum Willet-Holthuysen waar met een tentoonstelling en een boek, met alle zich daarin bevindende portretten, het 100-jarig bestaan van de stichting in 2010 werd gevierd.

## Enkele telgen
- Willem Cornelisz Backer (1595-1652), burgemeester van Amsterdam
- jhr. Hendrik Backer (1792-1846), voorzitter van de Tweede Kamer
- jhr. Cornelis Backer (1798-1864), lid van de Tweede Kamer
- jhr. mr. Joris Paul Backer (1953), lid van de Eerste Kamer
- jhr. Marinus Franciscus Johannes Backer (1956), kinderboekenschrijver